# Personal Ancestral File
Personal Ancestral File (deutsch: Persönliche Ahnendatei) oder PAF ist eine kostenlose Genealogie-Software, die von der Kirche Jesu Christi der Heiligen der Letzten Tage („Mormonen“) angeboten wurde.
Personal Ancestral File erlaubt es den Anwendern, Namen, Geburts-, Sterbe- und andere Daten, Zitate sowie Quelleninformationen in eine private Datenbank einzugeben, sie zu sortieren und darin nach genealogischen Daten zu suchen. Mit Hilfe dieser Software können Formulare und Stammbäume ausgedruckt und die Daten mit anderen Familienforschern im GEDCOM-Dateiformat ausgetauscht werden. PAF kann jeden individuellen Datensatz mit Bildern und anderen Mediadaten verbinden und ist Unicode-kompatibel. Das Programm verfügt unter anderem über einen Verwandtschafts-, einen Datums- und einen Soundexrechner.
Nachdem die Software mehrere Jahre lang nicht aktualisiert worden war, wurde im Juni 2013 die Einstellung des Projekts bekannt gegeben.

## PAF und Ancestral Quest
FamilySearch gab mehrere Versionen von Personal Ancestral File (PAF) für Windows heraus. Die Version 5.2.18.0 begann mit einer Adaption von Ancestral Quest des Softwareherstellers Incline Software, geschrieben von Gaylon Findlay. Findlay wurde an Aktualisierungen der gegenwärtigen Version beteiligt. Ancestral Quest wurde getrennt von PAF entwickelt, hat aber Grundlegendes wie das Erscheinungsbild und die Datenstruktur damit gemeinsam. Findlay war auch weiter in die Entwicklung der PAF-Datenstruktur eingebunden und nahm bei Version 12.1 von Ancestral Quest eine Reihe von Anpassungen vor, die es dem Anwender erlauben, Informationen in die PAF-Datei einzugeben, die von der Online-Datenbank des neuen FamilySearch bereitgestellt werden.

## Ancestral File Number
Eine Ancestral File Number (AFN) (deutsch: Ahnendateinummer) sollte ursprünglich für jede Person eine eindeutige und unverwechselbare Kennzeichnung eines Datensatzes im Ahnendateiformat sein, aber die Nummer ist nicht immer eindeutig, da vielen Personen über die Jahre mehrfach AFNs zugeteilt wurden. AFNs werden von der Kirche Jesu Christi der Heiligen der Letzten Tage als Index-Werkzeug beim Erschließen ihrer Datenbestände verwendet. Sie bestehen aus vier Großbuchstaben oder Ziffern, einem Strich und dann zwei oder drei weiteren Großbuchstaben oder Ziffern. Vokale (A, E, I, O, U oder Y) kommen nicht vor. Ein Beispiel ist 1BS3-9X1. AFNs können online auf der Ahnenforschungs-Website von FamilySearch gesucht werden.
In der neuen Datenbank New FamilySearch setzte FamilySearch seine Unterstützung für AFNs fort. Die AFN wurde zwar durch den sogenannten „Person Identifier“ (deutsch: Personenkennzeichnung) ersetzt, aber es kann weiterhin mithilfe von AFNs nach Personen gesucht werden. Neuen Personen wird keine AFN mehr zugeteilt, sondern ein „Person Identifier“. Wenn man eine Person in der neuen Datenbank betrachtet, wird die AFN nicht angezeigt, und New FamilySearch wird die bisherige Ahnendatenbank nicht getrennt von derjenigen von New FamilySearch pflegen. Wenn der Wechsel von FamilySearch zu New FamilySearch vollständig vollzogen ist, wird die Ahnendatenbank mit Informationen von mehreren anderen Datenbanken vereint worden sein, wobei sich viele der Informationen ändern.
Hersteller von Third-Party-Software entwickeln Programme, die es dem Anwender erlauben, ihre Datenbanken mit der New FamilySearch auf der Basis des „Person Identifier“ zu synchronisieren. Es ist jedoch unklar, welche Rolle (falls vorhanden) AFNs bei der Synchronisation spielen. Die Liste von Programmen, von denen bestätigt wird, dass sie mit New FamilySearch zusammenarbeiten, findet man bereits bei FamilySearch.

## Versionsgeschichte
Die Geschichte der Entwicklung von Personal Ancestral File (PAF) verlief parallel mit der Entwicklung von GEDCOM (engl. GEnealogical Data COMmunication), dem De-facto-Standard für den Austausch von Genealogie-Daten zwischen verschiedenen Computerprogrammen zur Ahnen- und Familienforschung.
Hier eine Auswahl aus der historischen Entwicklung:
- PAF 1.0 (DOS) fertiggestellt im April 1984. Geschrieben in BASIC und noch ohne Unterstützung für GEDCOM.[6][7][8][9][10]
- PAF 2.0 (DOS, Apple II, CP/M) fertiggestellt im April 1986. Unterstützte eine frühe Version von GEDCOM 2.0.[11] In C geschrieben.[12][13][14]
- PAF 2.1 (DOS, Apple PRO-DOS, Macintosh) fertiggestellt 1987.[15] Unterstützte eine frühe Version von GEDCOM 4.0.
- PAF 2.2 (DOS, Apple PRO-DOS, Macintosh) fertiggestellt 1989.[16] Unterstützte eine frühe Version von GEDCOM 4.0.
- PAF 2.3 (DOS, Macintosh) fertiggestellt 1994.[17][18] Die Macintosh-Version nannte man PAF:Family Records und MacPAF. Unterstützte eine frühe Version von GEDCOM 4.0.
- PAF 2.31 (DOS, Macintosh) fertiggestellt am 30. September 1994.[19] Dies war die endgültige Ausgabe der Macintosh-Version und arbeitete auf den „Mac OS Classic“ OS 8.5 bis OS 9.2.2.[20] Unterstützte eine frühe Version von GEDCOM 4.0.
- PAF 3.0M (DOS) fertiggestellt im Mai 1997.[21] Unterstützt GEDCOM 5.5.
- PAF 4.0 (Win9x/NT) fertiggestellt am 2. Februar 2000. Freeware. Unterstützt GEDCOM 5.5.[22] PAF 4.0 basiert auf Ancestral Quest.[23][24]
- PAF 5.0 (Win9x/NT) fertiggestellt im November 2000. Freeware. Unterstützt GEDCOM 5.5. Es ist die erste Version von PAF, die Unicode unterstützt und damit vielfältige Sprachversionen erlaubt.[25][26] Mit enthalten war als Standalone-Programm eine nur zum Lesen geeignete Palm-OS-Anwendung, mit der man PAF-Daten anzeigen, aber nicht editieren konnte.[27]
- PAF 5.1 (Win9x/NT) fertiggestellt 2001. Freeware. Unterstützt GEDCOM 5.5. Unterstützt mehrere Sprachen.[28]
- PAF 5.2 (Win9x/NT) fertiggestellt am 23. Juli 2002. Freeware. Unterstützt GEDCOM 5.5. Unterstützt mehrere Sprachen.[29][30]

## Sprachen
- PAF 4.x unterstützt Englisch, Spanisch, Portugiesisch, Deutsch und Französisch.
- PAF 5.x unterstützt Englisch, Chinesisch, Deutsch, Japanisch, Koreanisch und Schwedisch.